# Hans von Falkenstein
Hans Justus Julius Heinrich Freiherr von Falkenstein (* 12. September 1893 in Dresden; † 30. Oktober 1980 in Hannover) war ein deutscher Generalleutnant und Divisionskommandeur im Zweiten Weltkrieg.

## Leben

### Herkunft/Familie
Hans war der Sohn des sächsischen Generalmajors Julius Freiherr von Falkenstein (1861–1922) und dessen Ehefrau Marie Louise, geborene Schramm (1873–1934). Er heiratete am 3. Mai 1920 in Dresden Ilse von Kaufmann (* 1893). Aus der Ehe gingen die Töchter Verena (* 1921) und Ingrid (* 1925) hervor.

### Militärkarriere
Am 20. März 1912 trat Falkenstein als Fahnenjunker in das 1. (Leib-)Grenadier-Regiment Nr. 100 der Sächsischen Armee ein und avancierte bis Mitte August 1913 zum Leutnant. Im August 1914 zog er mit dem Reserve-Infanterie-Regiment Nr. 100 in den Ersten Weltkrieg. Am 21. August 1914 zum Ordonnanzoffizier beim Stab der 45. Reserve-Infanterie-Brigade ernannt, erfolgte am 6. Mai 1915 seine Rückversetzung zum Reserve-Infanterie-Regiment Nr. 100. Ab dem 6. Februar 1916 war er als Kompanieführer bei der MG-Scharfschützen-Abteilung Nr. 92 (später umbenannt in 51) tätig und wurde am 2. Dezember 1917 für sein Wirken während der Kämpfe in Flandern mit dem Ritterkreuz des Militär-St.-Heinrichs-Ordens ausgezeichnet. Er kehrte Anfang April 1918 als Kompanieführer zum Reserve-Infanterie-Regiment Nr. 100 zurück und geriet am 30. August 1918 in britische Kriegsgefangenschaft, aus der er am 26. Oktober 1919 entlassen wurde.
Nach seiner Rückkehr wurde Falkenstein in sein Stammregiment eingereiht und zum Abwicklungsamt im sächsischen Kriegsministerium (Abt. IV) kommandiert. Hier folgte am 28. November 1919 mit Rangdienstalter vom 9. November 1918 seine Beförderung zum Oberleutnant.
Unter vorläufiger Belassung in seinem Kommando zum Heeresabwicklungsamt erfolgte am 1. April 1920 seine Versetzung in das Reichswehr-Infanterie-Regiment 23. Nachdem sein Kommando zum 1. November 1920 aufgehoben wurde, wurde Falkenstein am 1. Januar 1921 als Zugführer in das 10. Infanterie-Regiment versetzt. Unter Versetzung zum 10. Reiter-Regiment begann er am 1. Oktober 1921 seine Führergehilfenausbildung beim Stab der 4. Division. Nach zwei Jahren kehrte Falkenstein in das 10. (Sächsisches) Infanterie-Regiment zurück und war im Dezember 1925 sowie März 1926 zur Ausbildung im Heerestransportwesen kommandiert. Zum 1. Oktober 1926 folgte die Versetzung in das Reichswehrministerium, wo er am 1. April 1927 zum Hauptmann befördert wurde. Am 1. Oktober 1927 wurde er Chef der 8. Kompanie im 10. (Sächsisches) Infanterie-Regiment und war vom 8. Juni bis 30. September 1927 zum 12. (Sächsisches) Reiter-Regiment kommandiert. Am 1. Februar 1932 wurde er zunächst in die Abteilung PA–P2 (Heerespersonalamt–Heeres-Personalabteilung 2) des Reichswehrministeriums kommandiert und zwei Monate später hierher versetzt. Falkenstein stieg am 1. Oktober 1934 zum Major und am 1. April 1937 zum Oberstleutnant auf.
Mit der Ernennung zum Kommandeur des MG-Bataillons 7 kehrte er am 12. Oktober 1937 in den Truppendienst zurück, dass er über den Beginn des Zweiten Weltkriegs bis zum 9. Januar 1940 führte. Anschließend war er Kommandeur des Infanterie-Regiments 103 der 24. Infanterie-Division. Am 1. April 1940 zum Oberst befördert, erhielt er am 15. November 1941 das Deutsche Kreuz in Gold. Vom 20. Dezember 1941 bis zum 7. November 1942 war er Kommandeur der 14. Schützen-Brigade bei der 14. Panzer-Division. Anschließend befand sich Falkenstein in der Führerreserve und war zugleich von Mitte Januar bis Mitte Februar 1943 zum 1. Divisionsführerlehrgang kommandiert. Nach einer sehr kurzen Kommandierung zur Heeresgruppe Mitte beauftragte man Falkenstein am 22. Februar 1943 mit der Führung der 707. und zwei Monate später mit der Führung der 45. Infanterie-Division. Zuvor war er am 20. April 1943 mit Rangdienstalter vom 1. Mai 1943 zum Generalmajor befördert worden. Am 1. Mai 1943 wurde Falkenstein schließlich zum Divisionskommandeur ernannt und in dieser Eigenschaft am 1. November 1943 zum Generalleutnant befördert. Vom 1. Dezember 1943 bis zum 23. Februar 1944 befand er sich erneut in der Führerreserve und war anschließend Kommandeur der 24. Infanterie-Division. Am 1. Juni 1944 nochmals in die Führerreserve versetzt, wurde er am 1. August 1944 zum Wehrersatz-Inspekteur Dresden ernannt. Am 7. Mai 1945 geriet er in sowjetische Kriegsgefangenschaft, aus der er als einer der „Heimkehrer der Zehntausend“ am 10. Oktober 1955 entlassen wurde.

## Archivische Überlieferung
Im Bundesarchiv haben sich zwei Akten (PERS 6/546, PERS 6/299623) über von Falkenstein erhalten, beide sind digitalisiert, wovon eines Teil der „Generalskartei“ ist.